# Олександрівська селищна рада (Мар'їнський район)
Олекса́ндрівська се́лищна ра́да — адміністративно-територіальна одиниця та орган місцевого самоврядування в Мар'їнському районі Донецької області. Адміністративний центр — селище міського типу Олександрівка.

## Загальні відомості
- Населення ради: 4 080 осіб (станом на 1 січня 2013 року)

## Населені пункти
Селищній раді підпорядковані населені пункти:
- смт Олександрівка

## Склад ради
Рада складається з 20 депутатів та голови.
- Голова ради: Березан Анатолій Павлович

### Керівний склад попередніх скликань
| Прізвище, ім'я, по батькові | Основні відомості                                                                      | Дата обрання | Дата звільнення |
| --------------------------- | -------------------------------------------------------------------------------------- | ------------ | --------------- |
| Березан Анатолій Павлович   | Селищний голова, 1952 року народження, освіта середня спеціальна, член Партії регіонів | 26.03.2006   | 31.10.2010      |
| Березан Анатолій Павлович   | Селищний голова, 1952 року народження, освіта середня спеціальна, член Партії регіонів | 31.10.2010   |                 |

Примітка: таблиця складена за даними сайту Верховної Ради України

### Депутати
За результатами місцевих виборів 2010 року депутатами ради стали:

#### За суб'єктами висування
| Суб'єкт висування | Кількість обраних депутатів | %  |
| ----------------- | --------------------------- | -- |
| Партія регіонів   | 17                          | 85 |
| Самовисування     | 3                           | 15 |

#### За округами
| № округу        | Прізвище, ім'я, по батькові        | Дата визнання обраним | Освіта  | Партійна приналежність | Відомості про обраного депутата                                              |
| --------------- | ---------------------------------- | --------------------- | ------- | ---------------------- | ---------------------------------------------------------------------------- |
| Партія регіонів |                                    |                       |         |                        |                                                                              |
| 1               | Пінчук Олександр Григорович        | 02.11.2010            | вища    | член Партії регіонів   | пенсіонер                                                                    |
| 2               | Кіріченко Станіслав Миколайович    | 02.11.2010            | вища    | член Партії регіонів   | приватний підприємець                                                        |
| 3               | Нижнік Олександр Григорович        | 02.11.2010            | вища    | позапартійний          | Мар'їнський РВВС УМВС, оперуповноважений СГСБП                               |
| 4               | Лебедь Олена Анатоліївна           | 02.11.2010            | вища    | член Партії регіонів   | Олександрівська селищна рада, секретар                                       |
| 5               | Бачуріна Наталя Олександрівна      | 02.11.2010            | вища    | член Партії регіонів   | Олександрівська селищна рада, інженер-землевпорядник                         |
| 6               | Панченко Надія Василівна           | 02.11.2010            | середня | член Партії регіонів   | приватний підприємець                                                        |
| 7               | Витрикуш Світлана Петрівна         | 02.11.2010            | вища    | член Партії регіонів   | Олександрівська загальноосвітня школа, заступник директора з виховної роботи |
| 8               | Кіріченко Світлана Григорівна      | 02.11.2010            | вища    | член Партії регіонів   | Олександрівська селищна рада, головний бухгалтер                             |
| 9               | Знова Ліна Володимирівна           | 02.11.2010            | вища    | член Партії регіонів   | Олександрівська загальноосвітня школа, заступник директора з виховної роботи |
| 10              | Бабенко Ігор Анатолійович          | 02.11.2010            | вища    | член Партії регіонів   | приватний підприємець                                                        |
| 11              | Коломієць Анжеліка Олександрівна   | 02.11.2010            | вища    | член Партії регіонів   | приватний підприємець                                                        |
| 12              | Цимбаліст Олександр Вікторович     | 02.11.2010            | середня | член Партії регіонів   | приватний підприємець                                                        |
| 13              | Панченко Єдуард Михайлович         | 02.11.2010            | середня | член Партії регіонів   | пенсіонер                                                                    |
| 14              | Коровко Олена Семенівна            | 02.11.2010            | середня | член Партії регіонів   | Олександрівська селищна рада, техпрацівник                                   |
| 15              | Махно Михайло Іванович             | 02.11.2010            | середня | член Партії регіонів   | пенсіонер                                                                    |
| 16              | Мурашов Іван Борисович             | 02.11.2010            | середня | член Партії регіонів   | приватний підприємець                                                        |
| 19              | Нечуйвітер Володимир Володимирович | 02.11.2010            | середня | член Партії регіонів   | ПП «Петровське», лісовод                                                     |
| Самовисування   |                                    |                       |         |                        |                                                                              |
| 17              | Жердицький Микола Вікторович       | 02.11.2010            | середня | член Партії регіонів   | ПП «Чисті пруди», директор                                                   |
| 18              | Панченко Сергій Васильович         | 02.11.2010            | середня | член Партії регіонів   | пенсіонер                                                                    |
| 20              | Пузанко Єдуард Миколайович         | 02.11.2010            | середня | позапартійний          | Шахтоуправління «Трудівська», підземний електрослюсар                        |